# Partito Socialista dei Lavoratori di Germania (1931)
Il Partito Socialista dei Lavoratori di Germania o Partito Socialista Operaio di Germania (in tedesco Sozialistische Arbeiterpartei Deutschlands, SAPD, anche noto con il nome abbreviato Sozialistische Arbeiterpartei, SAP), fu un partito di sinistra socialista e marxista fondato il 4 ottobre 1931 a Berlino. Come partito del fronte unico contro il fascismo il SAPD giocò un ruolo importante nella resistenza al nazionalsocialismo e alla dittatura di Adolf Hitler. Dopo dodici anni di lotta clandestina, effettuata in parte dall'esilio, il partito si sciolse alla fine della seconda guerra mondiale nel 1945.

## Storia

### 1931–1933
Il Partito Socialista dei Lavoratori nacque da una scissione nell'ala sinistra del Partito Socialdemocratico di Germania, quando nell'autunno del 1931 i deputati Kurt Rosenfeld, Max Seydewitz, August Siemsen, Heinrich Ströbel, Hans Ziegler e Andreas Portune, tutti membri del gruppo parlamentare socialdemocratico nel Reichstag tedesco furono espulsi per aver infranto la disciplina di gruppo. A questi parlamentari si associò una minoranza fuoriuscita dall'ala sinistra della SPD, la Lega Socialista di Georg Ledebour, la USPD guidata da Theodor Liebknecht, settori del movimento giovanile socialista SAJ (Sozialistische ArbeiterJugend), parte del Partito Comunista d'Opposizione (KPD-O), alcuni gruppi e persone provenienti dal gruppo dei "riconciliatori" del Partito Comunista di Germania, il gruppo entrista dei Combattenti Rossi (Rote Kämpfer), il Gruppo di lavoro per una politica socialista di sinistra (Arbeitsgemeinschaft für linkssozialistische Politik), e intellettuali indipendenti marxisti e della sinistra socialista come Fritz Sternberg.
Non riuscì mai ad avere un'affermazione elettorale importante, salvo alcuni seggi nel Landtag dell'Assia e nei consigli cittadini e comunali delle roccaforti locali di Offenbach, Geesthacht, Breslavia, Dresda, Zwickau, e in particolare in alcuni comuni più piccoli del Vogtland. Ad esempio, nel villaggio di Morgenröthe-Rautenkranz il SAPD ricevette la maggioranza assoluta dei voti e dei seggi nelle elezioni locali del 13 novembre 1932.
Il partito, inoltre, non riuscì a divenire il polo di attrazione per i non affiliati della sinistra e per i militanti critici del SPD e del KPD.
Il SAPD sostenne con forza la politica del fronte unico tra SPD, KPD, i sindacati e le altre organizzazioni di massa del movimento operaio contro il fascismo, ma questa strategia non ebbe molto successo a causa del rifiuto dei gruppi dirigenti degli altri partiti di sinistra. Insieme al Partito Comunista d'Opposizione (KPD-O) e alla Lega di Lenin (Leninbund) il SAPD condusse una serie di manifestazioni antifasciste e incontri di discussione e approfondimento, durante i quali propagava il pensiero del fronte unico.

### Esilio e illegalità

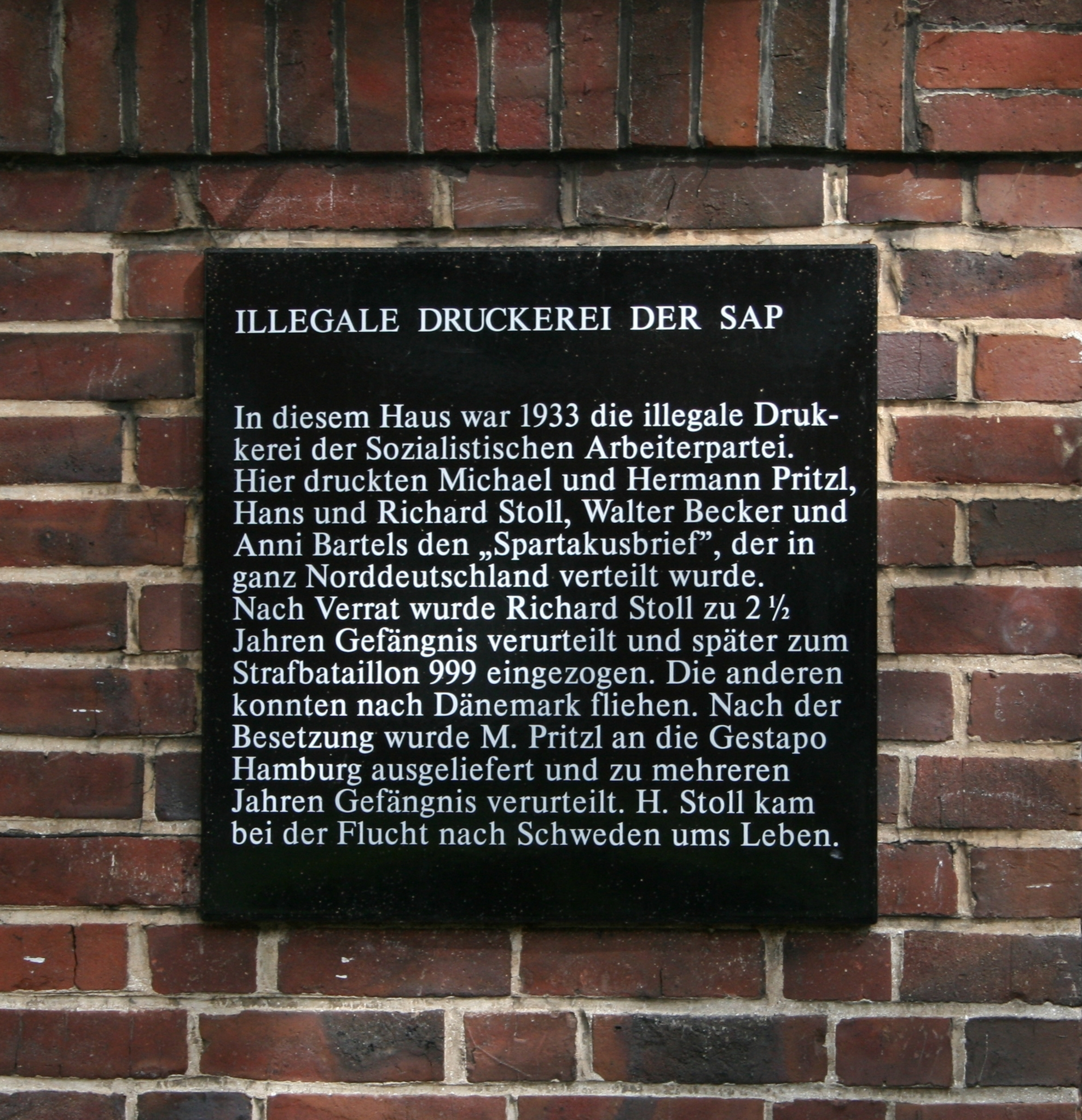
Targa commemorativa della tipografia illegale del SAPD di Hamburg-Bergedorf

Dal 1933 in poi il SAPD lavorò cospirativamente contro il nazismo mentre ai suoi membri, negli anni fino al 1936, riusciva relativamente bene di nascondere le strutture del partito dalla Gestapo. Più della metà dei membri SAPD prese parte alla resistenza antifascista; una percentuale molto superiore rispetto a quella dei partiti di massa SPD e KPD. Molti militanti del SAPD, in particolare quelli noti in pubblico, dovettero emigrare, mentre di quelli rimasti in Germania molti finirono rinchiusi nelle prigioni o nei campi di concentramento e alcuni, come Ernst Eckstein e Franz Bobzien, furono assassinati. Dopo che fino al 1937-38 la maggior parte delle strutture partitiche del SAPD erano state distrutte dal nazismo, rimasero solo dei piccoli gruppi e cerchi ristretti di attivisti a portare avanti la lotta contro il regime, che rimasero attivi parzialmente fino al termine della guerra, nel 1945. Durante l'esilio - l'esecutivo del partito si trovava a Parigi, il SAPD partecipò al Circolo di Lutetia (Lutetia-Kreis), un tentativo effettuato da parte di gruppi antinazisti di avviare un Fronte popolare tedesco, e dei membri del partito combatterono durante la guerra civile spagnola all'interno delle milizie del POUM, nell'unità di milizia Rovira. Per sostenere i compagni imprigionati o sofferenti, venne dato vita a un fondo di soccorso, il fondo Ernst Eckstein (Eckstein-Fonds). Nel 1937 un gruppo di membri attorno a Erwin Ackerknecht, Walter Fabian e Peter Blachstein fu espulso dal partito, per aver criticato il secondo loro troppo acritico approccio del SAPD verso il KPD e le Grandi purghe di Mosca, e gli esclusi presto si ricostituirono come movimento politico Nuova Via (Neuer Weg). Nel 1939, a causa dello scoppio della seconda guerra mondiale, si ruppero i contatti tra l'esilio e i gruppi clandestini ancora attivi in Germania, le strutture all'estero mostravano tendenze di disintegrazione - ad esempio il gruppo dirigente in esilio si scisse in due fazioni rivali, attorno ai dirigenti Walcher e Frolich. I gruppi ancora attivi in Svezia e che ancora intrattenevano contatti individuali con dei membri della Germania settentrionale, e in Gran Bretagna, che già nel corso del 1941 si erano integrati nell'Unione delle Organizzazioni Socialiste Tedesche in Gran Bretagna (Union deutscher sozialistischer Organisationen in Großbritannien), si riavvicinarono organizzativamente al Partito Socialdemocratico.

## Organizzazioni secondarie e introduttive
- Sozialistischer Jugend-Verband Deutschlands, SJVD o SJV (Unione Giovanile Socialista)
- Sozialistischer Studentenverband, SStV (Associazione Studentesca Socialista; alla fondazione nel 1931 circa 80 membri)
- Sozialistischer Schutzbund, SSB (Lega Socialista di Protezione)
- Marxistische Büchergemeinde (Comunità dei libri marxisti)
- Ernst-Eckstein-Fonds (Fondi Ernst-Eckstein)

## Numero d'iscritti
- 1931: circa 25.000 membri
- marzo 1933: circa 15.600 membri
- fine 1933: circa 13.000–14.000 membri, più di 100 in esilio
- inizio 1935: circa 10.000 membri, di cui circa 5.000 attivi e circa 180 in esilio
- gennaio 1937: circa 1.000 membri, operanti illegalmente in Germania

## Direzione del partito
- da settembre 1931 fino a fine dicembre 1931: Kurt Rosenfeld – Max Seydewitz – Heinrich Ströbel
- da fine dicembre 1931 fino a marzo 1933: Kurt Rosenfeld – Max Seydewitz
- da marzo 1933: direzione collettiva; de facto Jacob Walcher, come unico membro direttivo in esilio a tempo pieno